# Olfersia cervina
Olfersia cervina là một loài thực vật có mạch trong họ Dryopteridaceae. Loài này được (L.) Kunze miêu tả khoa học đầu tiên năm 1824.